# 卡伦站
卡伦站是位于吉林省长春市九台区卡伦镇的一个铁路车站，邮政编码130507。车站建于1910年，有长图铁路经过该站，现办理客货运业务，车站及其上下行区间均未电气化。车站距离长春站25公里，隶属沈阳铁路局，是四等站。